# Joševa (Bośnia i Hercegowina)
Joševa (cyr. Јошева) – wieś w Bośni i Hercegowinie, w Republice Serbskiej, w gminie Bratunac. W 2013 roku liczyła 5 mieszkańców.